# Lijst van gordelstaarthagedissen
Onderstaand een lijst van alle soorten gordelstaarthagedissen (Cordylidae). Er zijn 68 soorten in 10 geslachten. 
- Soort Chamaesaura aenea
- Soort Chamaesaura anguina
- Soort Chamaesaura macrolepis
- Soort Chamaesaura miopropus
- Soort Chamaesaura tenuior
- Soort Cordylus angolensis
- Soort Cordylus aridus
- Soort Cordylus beraduccii
- Soort Cordylus cloetei
- Soort Cordylus cordylus
- Soort Cordylus imkeae
- Soort Cordylus jonesii
- Soort Cordylus machadoi
- Soort Cordylus macropholis
- Soort Cordylus marunguensis
- Soort Cordylus mclachlani
- Soort Cordylus meculae
- Soort Cordylus minor
- Soort Cordylus namakuiyus
- Soort Cordylus niger
- Soort Cordylus nyikae
- Soort Cordylus oelofseni
- Soort Cordylus rhodesianus
- Soort Cordylus rivae
- Soort Cordylus tropidosternum
- Soort Cordylus ukingensis
- Soort Cordylus vittifer
- Soort Hemicordylus capensis
- Soort Hemicordylus nebulosus
- Soort Karusasaurus jordani
- Soort Karusasaurus polyzonus
- Soort Namazonurus campbelli
- Soort Namazonurus lawrenci
- Soort Namazonurus namaquensis
- Soort Namazonurus peersi
- Soort Namazonurus pustulatus
- Soort Ninurta coeruleopunctatus
- Soort Ouroborus cataphractus
- Soort Platysaurus attenboroughi
- Soort Platysaurus broadleyi
- Soort Platysaurus capensis
- Soort Platysaurus guttatus
- Soort Platysaurus imperator
- Soort Platysaurus intermedius
- Soort Platysaurus lebomboensis
- Soort Platysaurus maculatus
- Soort Platysaurus minor
- Soort Platysaurus mitchelli
- Soort Platysaurus monotropis
- Soort Platysaurus ocellatus
- Soort Platysaurus orientalis
- Soort Platysaurus pungweensis
- Soort Platysaurus relictus
- Soort Platysaurus torquatus
- Soort Pseudocordylus langi
- Soort Pseudocordylus melanotus
- Soort Pseudocordylus microlepidotus
- Soort Pseudocordylus spinosus
- Soort Pseudocordylus subviridis
- Soort Pseudocordylus transvaalensis
- Soort Smaug barbertonensis
- Soort Smaug breyeri
- Soort Smaug depressus
- Soort Smaug giganteus
- Soort Smaug mossambicus
- Soort Smaug regius
- Soort Smaug vandami
- Soort Smaug warreni